# Riga od Fere
Riga od Fere ili Riga Velestinac (grčki: Ρήγας Βελεστινλής-Φεραίος, rođen je kao Αντώνιος Κυριαζής, Antonios Kiriazis, u nekim dokumentima ga navode kao Κωνσταντίνος Ρήγας, Konstantinos Rigas (Velestino, Fera 13. lipnja 1757. - Beograd, 1798.) bio je grčki pjesnik i revolucionar, velika ličnost grčkog nacionalnog preporoda, nacionalni heroj i prva velika žrtva budućeg općegrčkog ustanka protiv Osmanskog carstva i tako na neki način pionir Grčkog rata za neovisnost.

## Životopis
Rođen je u imućnoj obitelji vlaškog porijekla u selu Velestino, u Tesaliji, blizu antičke Fere. Budući za ono vrijeme dobro školovan radio je kao učitelj u selu Kisos. U dobi od dvadeset godina ubio je nekog uglednog lokalnog Turčina što ga je nagnalo da pobjegene je u planinu Olimp i pridruži se hajducima Spira Zera.
Nakon toga pridružio se monasima na Svetoj Gori. Tu ga je osobito dobro prihvatio Kozma, opat manastira Vatopedi. Nakon Atosa Riga se uputio u Carigrad, gdje je postao osobni tajnik fanariota Aleksandra Ipsilantisa.
Nakon toga Riga odlazi u Bukurešt, glavni grad tadašnje Vlaške. Tu se vraća u školske klupe i uči strane jezike. Postaje visoki službenik na dvoru vlaškog kneza Nikole Mavrogena. Po izbijanju Rusko-turskog rata 1787. godine između Osmanskog Carstva i Carske Rusije bio je zadužen za kontrolu vojnih postrojbi u Krajovi.
Tada je postao vrlo bliski prijatelj s visokim osmanskim časnikom Osmanom Pazvantoğluom i pobunjenički nastrojenim pašom od Vidina, kojem je spasio život od osvetoljubivog Mavrogena.
Vrlo rano upoznao se s idejama Francuske Revolucije i počeo vjerovati da bi se nešto slično moglo zbiti i na Balkanu, što bi trebalo dovesti do samoodređenja kršćanskog stanovništva Otomanskog carstva.
Nakon smrti svojeg patrona - Mavrogena, Riga se vratio u Bukurešt i tu se zaposlio kao dragoman u francuskom konzulatu. U tom razdoblju napisao je grčku inačicu francuske revolucionarne pjesme i himne La Marseillaise.
Oko 1793. godine Riga se obreo u Beču, u to vrijeme naseljenim brojnim grčkim trgovcima. Tu je Riga počeo izdavati novine na grčkom jeziku - Efimeris, u kojima je između ostalog objavio i kartu Velike Grčke u okviru koje je bio i Konstantinopolis, to je imalo veliki emotivni odjek među grcima.
U Beču je Riga htio nekako doći u kontakt s Napoleonom, tiskao je političke pamflete inspirirane idejama Francuske revolucije, Deklaraciju o pravima čovjeka i građanina i Novi politički Ustav za stanovnike Rumelije, Anatolije, otoke Egejskog mora i dunavskih kneževina Moldavije i Vlaške. Za taj je pamflet držao da će potaknuti rast nacionalne svijesti i dovesti do panbalkanskog ustanka protiv Osmanskog Carstva. U Beču je objavio i preveo mnoga europska djela i napisao mnogo pjesama i eseja koji su kasnije posthumno objavljeni u Iaşiju, 1814. godine.

## Smrt
Na posljetku je Riga uspio doći u kontakt s Napoleonom. Poslao mu je kao dar tabakeru napravljenu od lovorovog drveta iz Apolonovog hrama. U Veneciji se trebao sastati s jednim generalom napoleonove talijanske armije. Na putu za Veneciju je uhićen u Trstu (izdao ga je grčki trgovac - Dimitrios Ikonomos Kozanitis). Nakon uhićenja austrijske vlasti koje su tad bile u dobrim odnosima s Osmanskim carstvom, a u vrlo lošim s Napoleonskom Francuskom, isporučile su Rigu od Fere, zajedno s još pet revolucionarnih sudrugova turskim vlastima u Beogradu. Riga je trebao biti proslijeđen dalje za Istanbul. U Nebojšinom tornju je mučen i obješen zajedno s ostalim sudrugovima te bačen u Dunav, navodno zbog straha da ga ne oslobodi njegov moćni prijatelj Osman Pazvantoğlu.
- Posljednje riječi Rige bile su navodno; Ja sam posijao bogato sjeme. Dolazi vrijeme kad će moja domovina ubirati njegove slavne plodove.

## Rigino nasljeđe
Riga od Fere pisao je na tadašnjem govornom grčkom jeziku (demotiki), a ne na klasičnom grčkom jeziku.
Kip Rige od Fere danas stoji na ulazu u Atensko sveučilište. Njegov kip krasi i njegovu ulicu (Ulica Rige od Fere) u Beogradu.
Riga od Fere je ime organizacije mladih grčkih komunista.
Rigin lik nalazi se na grčkoj kovanici od 10 centi.

## Vanjske poveznice
- Kula Nebojša povijesni objekat  Arhivirana inačica izvorne stranice od 17. studenoga 2004. (Wayback Machine)
- Kalkografija Aleksandra Velikog od Rige od Fere, Beč 1797
- Povijest moderne grčke književnosti od C. T. Dimarasa